# Centro Espacial Babakin
O Centro de Ciência e Pesquisa Espacial Babakin, (em russo: Научно-испытательный центр имени Г.Н. Бабакина), é uma divisão do NPO Lavochkin, com sede em Khimki, Rússia. O Centro é gerenciado pelo NPO Lavochkin ao lado da Roscosmos. Ele foi batizado em homenagem a Georgy Babakin, projetista chefe da NPO Lavochkin entre 1965 e 1971.  
A tarefa desse Centro, é sondar o espaço através de missões lunares e interplanetárias. A espaçonave da missão Kosmos 1 foi construída nesse Centro.